# Giuseppe Prinzi
Giuseppe Prinzi (Messina, 1825 - Frascati, 1895) foi um escultor italiano.
Considerado um dos mais importantes escultores italianos do século XIX, suas estátuas são encontradas em muitas cidades da Itália, incluindo Roma, Nápoles e Messina, sua cidade natal.

## Galeria

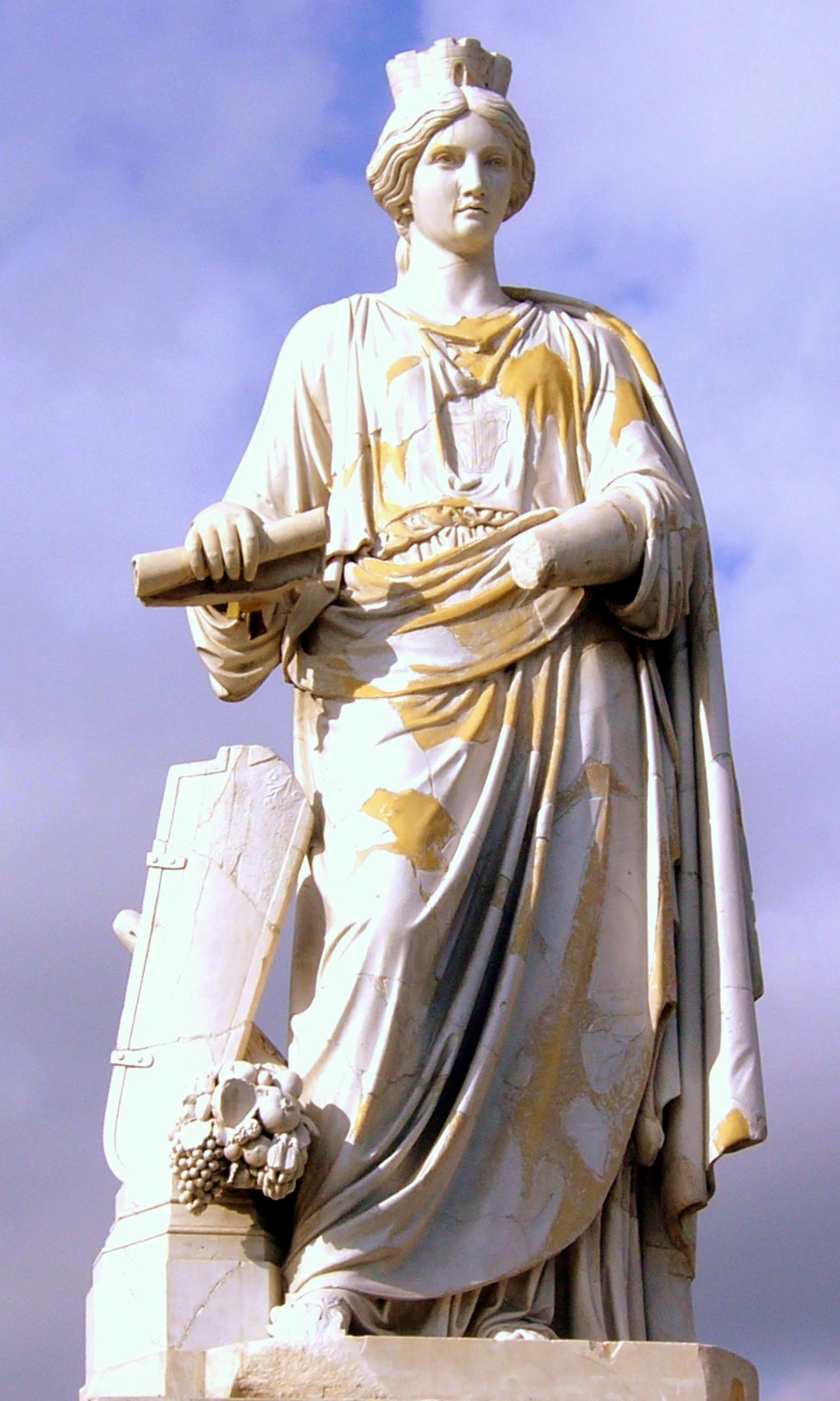
Monumento a Messina, na cidade de Messina.
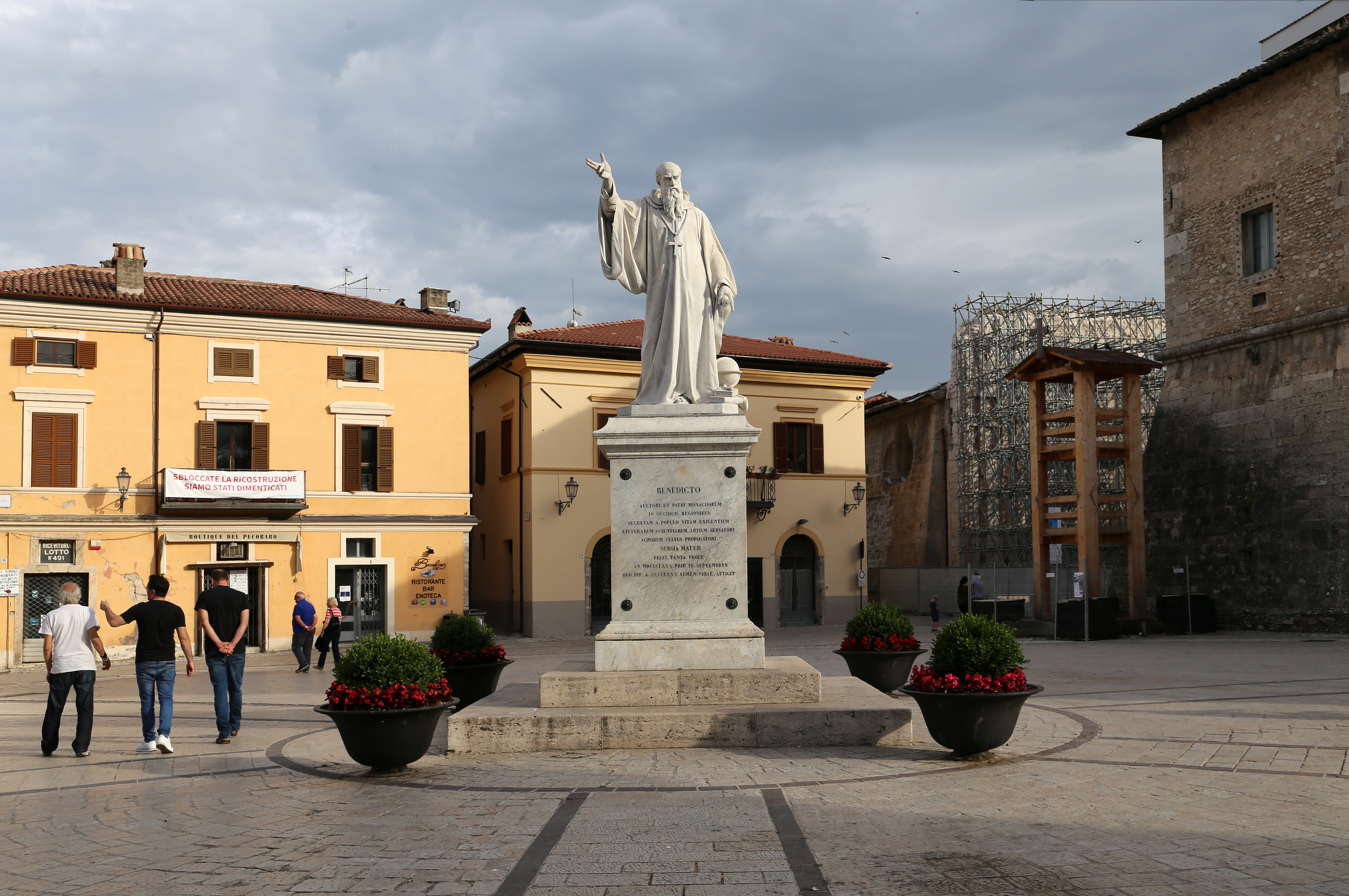
Monumento a São Benedito, na comuna de Norcia.
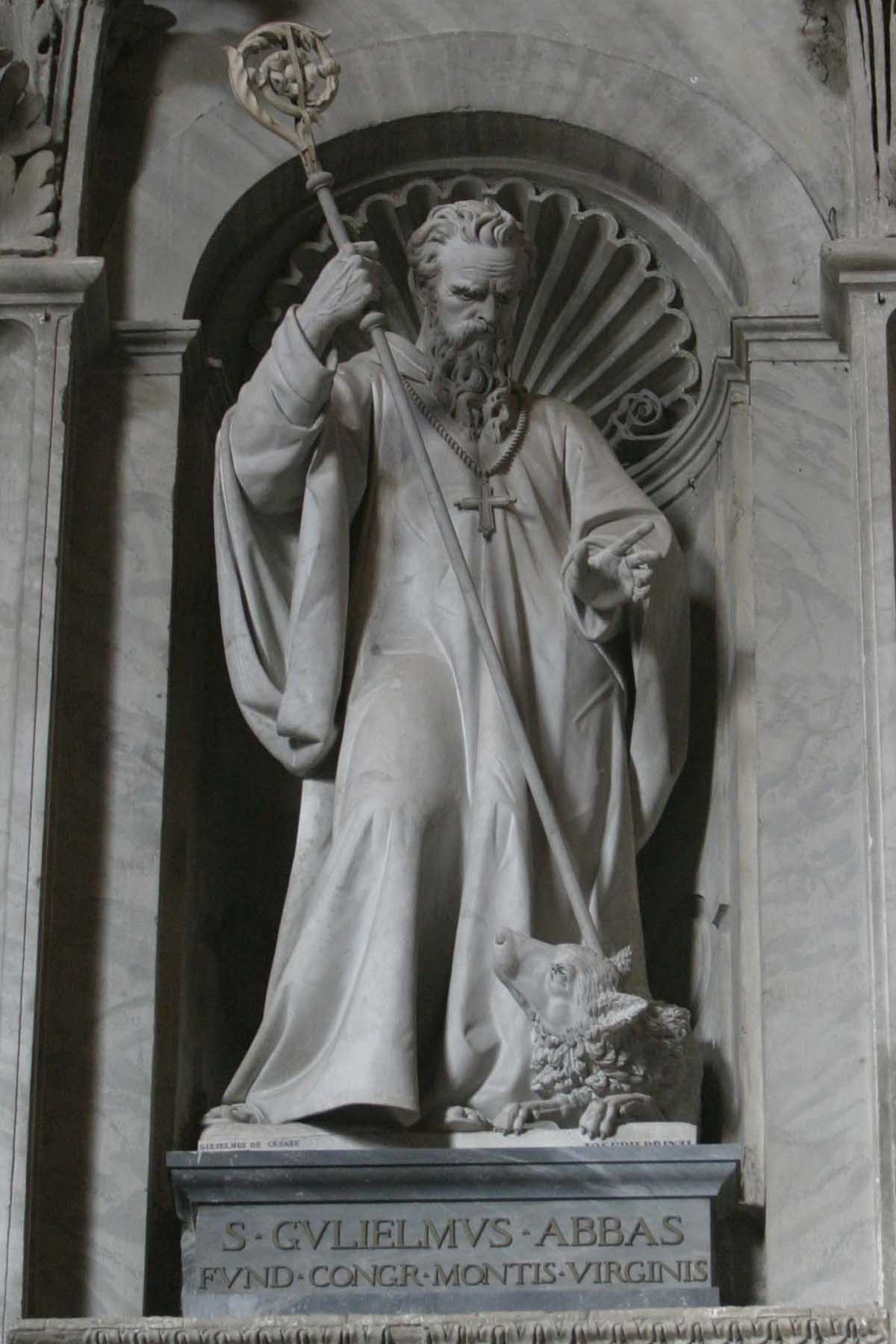
Estátua de São Guilherme de Vercelli, no Vaticano./center>